# Huai Thap Than (huyện)
Huai Thap Than (tiếng Thái: ห้วยทับทัน) là một huyện (Amphoe) ở phía tây của tỉnh Sisaket, đông bắc Thái Lan.

## Địa lý
Các huyện giáp ranh (từ phía bắc theo chiều kim đồng hồ) là: Mueang Chan, Uthumphon Phisai và Prang Ku của tỉnh Sisaket, và Samrong Thap của tỉnh Surin.

## Lịch sử
Tiểu huyện (King Amphoe) Haui Thap Than được thành lập ngày 17 tháng 1 năm 1977, khi bốn tambon Huai Thap Than, Mueang Luang, Phak Mai và Kluai Kwang được tách ra từ huyện Uthumphon Phisai. Đơn vị này bắt đầu hoạt động từ ngày 16 tháng 2 với văn phòng tạm ở (Wat) Phra Charangsan, và đã được thay bằng văn phòng cố định năm 1981. Đơn vị này đã được nâng cấp thành huyện ngày 20 tháng 3 năm 1986.

## Hành chính
Huyện này được chia thành 6 phó huyện (tambon), các đơn vị này lại được chia ra thành 80 làng (muban). Huai Thap Than là một thị trấn (thesaban tambon) nằm trên một phần của tambon Huai Thap Than. Có 6 Tổ chức hành chính tambon.
| STT. | Tên            | Tên Thái  | Số làng | Dân số |  |
| ---- | -------------- | --------- | ------- | ------ |  |
| 1.   | Huai Thap Than | ห้วยทับทัน   | 8       | 5.753  |  |
| 2.   | Mueang Luang   | เมืองหลวง  | 14      | 8.508  |  |
| 3.   | Kluai Kwang    | กล้วยกว้าง  | 13      | 5.678  |  |
| 4.   | Phak Mai       | ผักไหม     | 16      | 6.951  |  |
| 5.   | Chan Saen Chai | จานแสนไชย | 13      | 7.074  |  |
| 6.   | Prasat         | ปราสาท    | 16      | 7.168  |  |